# Jean Hubert Piron
Jean Hubert Piron est un artiste, né à Saint-Hubert (Belgique) le 18 juin 1767. Le lieu et la date de son décès sont inconnus. Ses parents, Henri Piron, tonnelier et brasseur, et Anne Jeanne Titeux, s’étaient mariés à Saint-Hubert le 3 mai 1761.
Il a participé en tant que dessinateur à l'expédition d'Entrecasteaux (1791-1794), une mission de secours ordonnée par l'Assemblée constituante pour retrouver les traces du navigateur et explorateur La Pérouse, dont il n'est pas rentré.
Son travail est à la base de la majorité des gravures publiées par Jacques-Julien Houtou de La Billardière dans sa Relation du voyage à la recherche de La Pérouse, fait par ordre de l'Assemblée constituante pendant les années 1791, 1792 et pendant la 1re et la 2e année de la République françoise (Paris, 1799).